# サニー (tokageのアルバム)
サニーは、椛田早紀と藤枝エイリによるユニット、tokageの1stミニアルバム。規格品番はDMRS-301。

## 収録曲
作詞：椛田早紀、作曲：藤枝秀達、編曲：tokage
1. ラブレター
「九州乳業(株)腸までとどくN-1マイルドヨーグルト【下校編】」CMソング
2. 雨色
「IVY総合技術工学院」CMソング
3. ピアノ
「九州乳業(株)みどり3.6牛乳【下校編】」CMソング
4. 仲なおり
5. あわつぶ
6. 放課後blue